# Kritický bod

Umístění kritického bodu (K) na fázovém diagramu p-T.
I – pevná fáze
II – kapalná fáze
III – plynná fáze
a – křivka tání
b – křivka sublimace
c – křivka odpařování
T – trojný bod
K – kritický bod

Kritický bod je bod na fázovém diagramu, který zakončuje křivku vypařování (bod K na obrázku). Tento bod určuje kritický stav látky. Stavové veličiny {\displaystyle p_{k}}, {\displaystyle T_{k}} a {\displaystyle V_{k}} v tomto bodě se nazývají kritický tlak, kritická teplota a kritický objem.

## Vlastnosti
V kritickém stavu mizí rozdíl mezi kapalinou a její párou. Při teplotě vyšší než kritická teplota {\displaystyle T_{k}} nemůže látka existovat v kapalném skupenství. Plyn, který má teplotu vyšší než je kritická teplota, nelze žádným stlačováním zkapalnit.

Oblast sycení a kritický stav

Zobrazením izoterm v p-V diagramu (viz obrázek) je vidět, že v oblasti sycení (označeno barevně) dochází k vypařování kapaliny (popř. kapalnění par). Nad kritickým bodem {\displaystyle K} však již oblast sycení neexistuje a k fázové změně tam tedy nemůže dojít. Izoterma {\displaystyle k}, která prochází kritickým bodem {\displaystyle K}, je kritickou izotermou. Při vyšších teplotách , tzv. nadkritických, již izotermy neprochází oblastí sycení a nelze provést zkapalnění a látka existuje pouze v plynné fázi.